# Svinedrengen (Der var engang...)
 For alternative betydninger, se Svinedrengen. (Se også artikler, som begynder med Svinedrengen)
Svinedrengen er en tegnefilm i serien Der var engang... (eng. titel The Fairytaler), der blev udsendt i forbindelse med H.C. Andersens 200 års fødselsdag i 2005. 
Danske Stemmer:
- H.C. Andersen: Henrik Kofoed
- Prins: Henrik Lykkegaard
- Prinsesse: Iben Hjejle
- Kejser: Nis Bank-Mikkelsen
- Hofdame, gul kjole: Michelle Bjørn-Andersen
- Hofdame, turkis kjole: Kaya Brüel
- Hofdame, grøn kjole: Mette Marckmann
- Hofdame, blå kjole: Birgitte Raaberg
- Hofmarskal: Peter Belli

Bagom:
- Instruktør: Jørgen Lerdam
- Original musik af: Gregory Magee
- Hovedforfatter: Gareth Williams
- Manuskriptredaktører: Linda O' Sullivan, Cecilie Olrik
- Oversættelse: Jakob Eriksen
- Lydstudie: Nordisk Film Audio
- Stemmeinstruktør: Steffen Addington
- Animation produceret af: A. Film A/S
- Animationsstudie: Wang Film Production

En co-produktion mellem Egmont Imagination, A. Film & Magma Film
I samarbejde med: Super RTL & DR TV